# Igreja de Santa Clara (Porto)
A Igreja de Santa Clara é um templo católico localizado na freguesia da Sé, na cidade do Porto, em Portugal. No seu interior podemos encontrar um dos melhores exemplares da arte da talha dourada do Barroco Joanino.
Construída ao lado do mais visível lanço das Muralhas Fernandinas, a Igreja de Santa Clara ficou concluída em 1457, assim com o mosteiro com o qual fazia conjunto. Tal deveu-se a um pedido das freiras franciscanas clarissas que pretendiam ser transferidas do mosteiro anterior, do século XIII, situado no couto de Entre Ambos-os-Rios, atual Torrão.
Com a supressão de vários mosteiros mais pequenos nas diversas localidades entre o século XV e o século XVI, as freiras foram-se agregando em Santa Clara levando para lá as suas rendas, sendo uma delas uma portagem por todas as mercadorias que passavam pelo Rio Douro.
No finais do século XIX, com a morte da última freira, o mosteiro foi extinto o que causou alguma degradação do edifício. Posteriormente, património do estado, e feitas as obras necessárias foi adaptado para Centro de Saúde e outras instituições.
A entrada da igreja é feita através de uma porta barroca, datada de 1697 e reformulada no século XVIII, com elementos renascentistas como colunas salomónicas e capitéis coríntios. No interior podemos vislumbrar toda a magnificiência desta igreja, toda coberta por talha dourada da primeira metade do século XVIII.

## Restauro
A “Operação Igreja de Santa Clara do Porto” teve início em 2016 e terminou em 2021. As obras orçadas em cerca de 2,5 milhões de euros incidiram sobre o sistema construtivo e estrutural do edifício, a remodelação das infraestruturas elétricas, de telecomunicações e de segurança, a redução de barreiras arquitetónicas e a criação de condições de visita.
Também o património integrado foi alvo de uma intervenção profunda. Cerca de uma centena de trabalhadores da área da conservação e restauro, de diferentes especialidades, integraram a intervenção de todo o espólio artístico do imóvel, englobando a talha dourada e policromada, a escultura, a pintura de cavalete, a pintura mural, a pedra, o azulejo, os metais e o património organístico.
Ao longo da intervenção foram descobertos detalhes do edifício até agora desconhecidos. São exemplo disso algumas pinturas em madeiras, datadas do século XVII, que ilustram santos, nomeadamente Santa Clara, uma lápide de granito de 1645 que informa da obrigatoriedade de ser rezada missa diária pela alma do abade de Vandoma, ali sepultado, ou até pinturas de anjos alados escondidas sob a talha que seriam mais antigas.

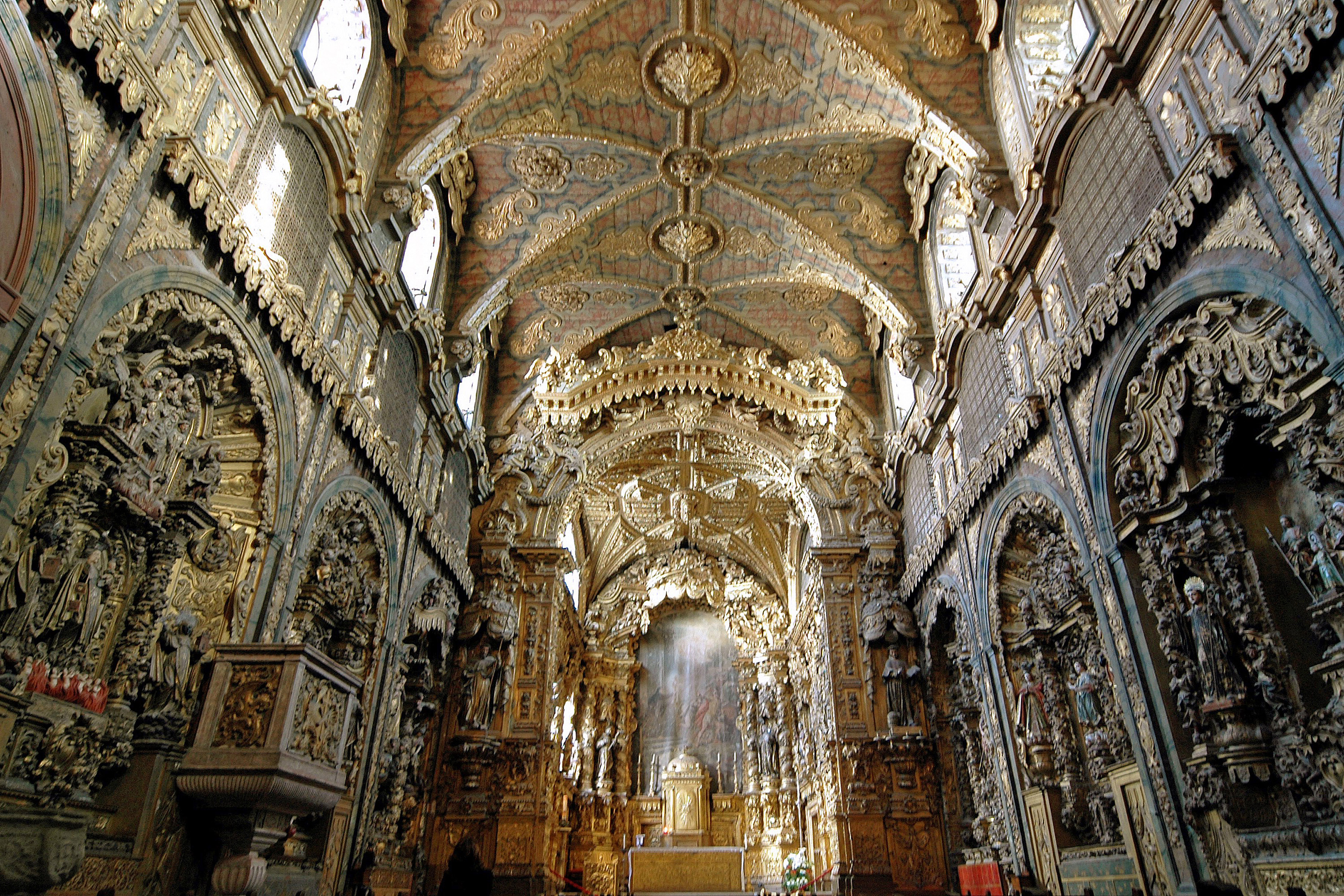
Interior
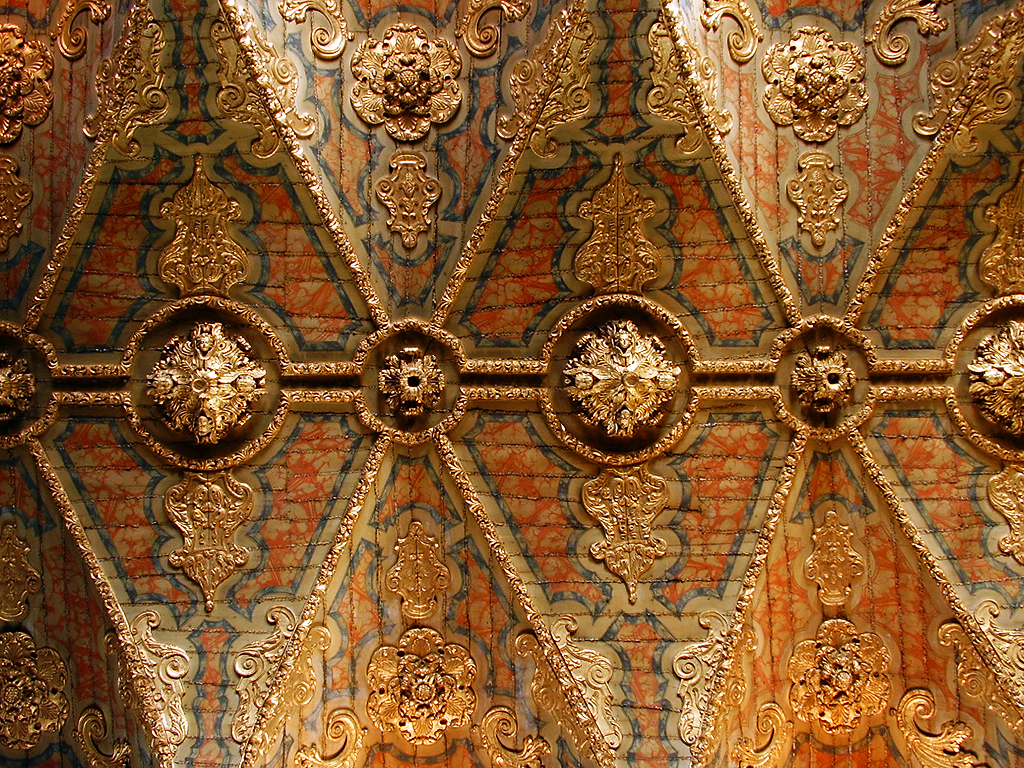
Tecto
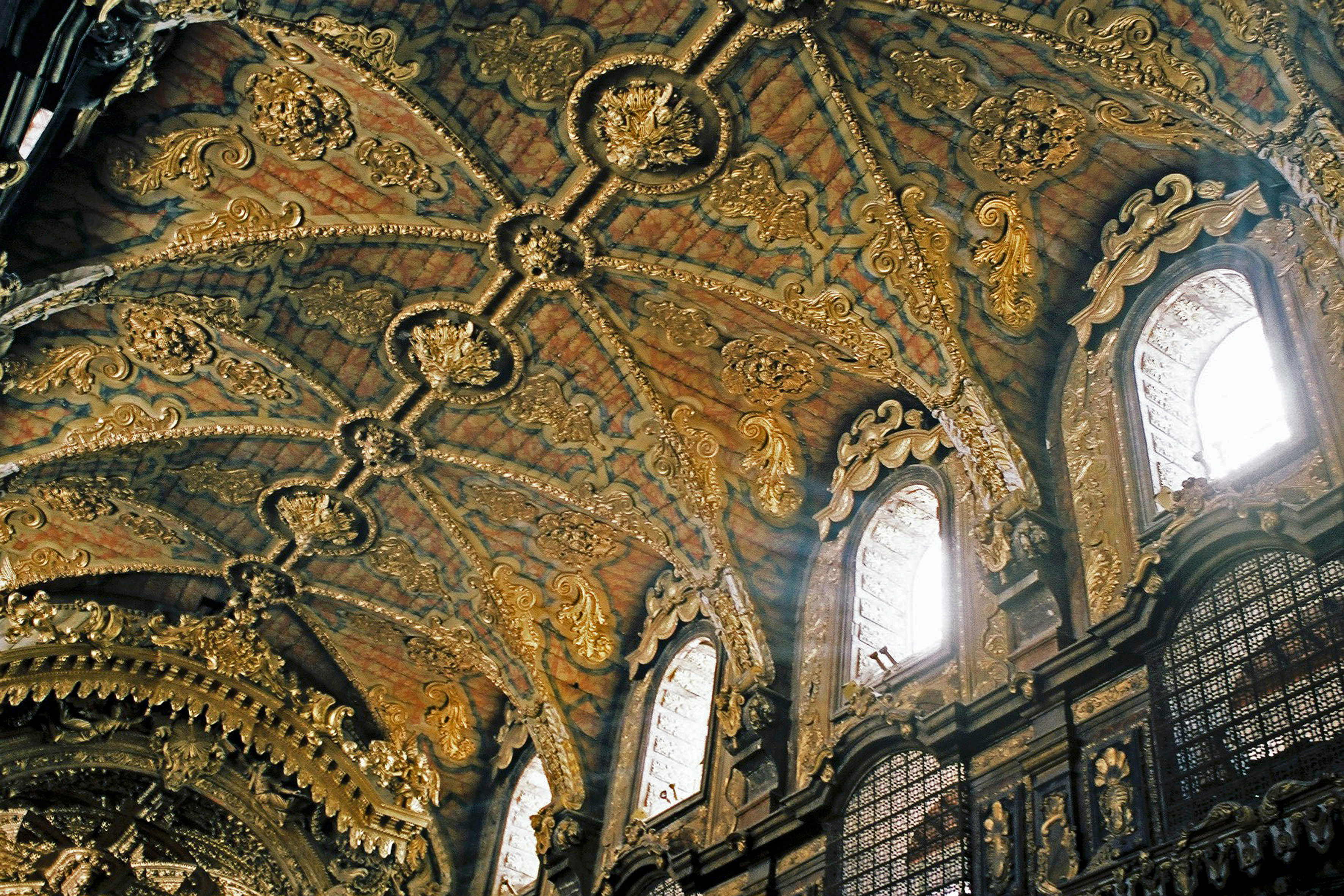
Tecto